# Centro Báltico de Arte Contemporânea

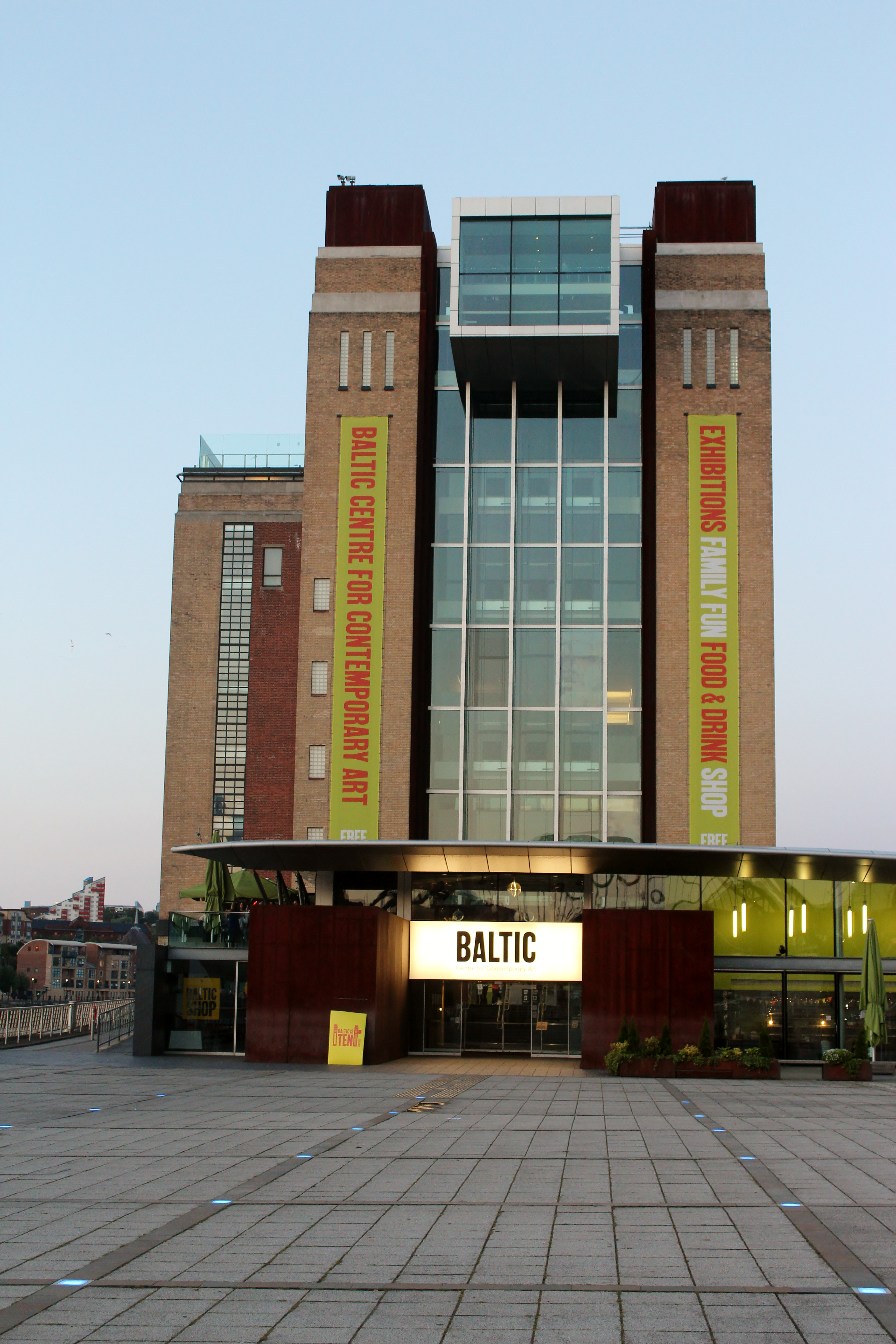
Centro Báltico de Arte Contemporânea

O Centro Báltico de Arte Contemporânea ( mais conhecido como Báltico) é um centro de arte contemporânea localizado na margem sul do rio Tyne ao lado da Ponte Gateshead Millennium em Gateshead, Tyne and Wear, Inglaterra. Abriga um programa de exposições e eventos que muda constantemente, sem nenhuma exposição permanente. Foi inaugurado em 2002 em um moinho de farinha convertido
A diretora da Baltic é Sarah Munro que ingressou em novembro de 2015, a primeira mulher em sua história a ocupar o cargo. Baltic é uma instituição de caridade registrada de acordo com a lei inglesa.

## Diretores
O diretor fundador, Sune Nordgren, foi nomeado em 1997 e foi parte integrante do período de pré-lançamento do Báltico, tendo supervisionado a construção da galeria e estava lá para o primeiro milhão de visitantes. Depois de quase seis anos, Nordgren saiu para assumir um novo cargo como diretor fundador do Museu Nacional de Arte, Arquitetura e Design, Oslo, Noruega. Ele foi brevemente sucedido por Stephen Snoddy, que ficou com a organização apenas por um ano. Snoddy foi sucedido como diretor por Peter Doroshenko em 2005, com o objetivo de aumentar o número de visitantes e resolver a situação financeira. Doroshenko organizou várias exposições durante seu tempo no Báltico, incluindo Spank the Monkey. Em novembro de 2007, Doroshenko deixou a galeria para dirigir o PinchukArtCentre em Kiev, Ucrânia. Desde 2008, o diretor era Godfrey Worsdale, diretor fundador do Middlesbrough Institute of Modern Art. Sarah Munro tornou-se diretora em novembro de 2015.

## Klara e Edda dança do ventre

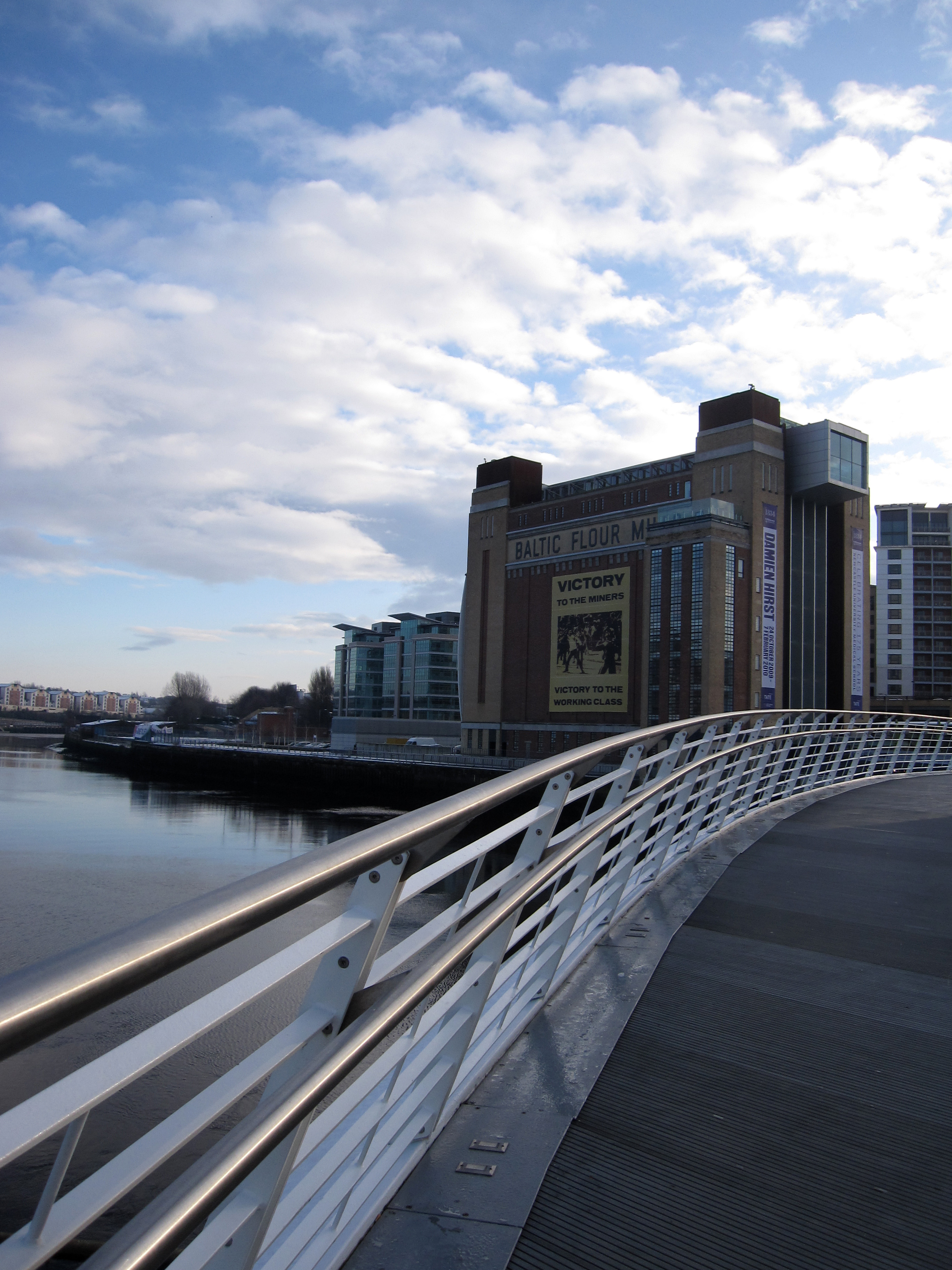
Centro Báltico de Arte Contemporânea visto da Ponte Gateshead Millennium

Em 20 de setembro de 2007, a administração do Báltico contatou a Polícia de Northumbria para aconselhamento sobre se uma fotografia deveria ou não ser exibida como parte da instalação de Ação de Graças, uma próxima exposição da fotógrafa americana Nan Goldin. A fotografia intitulada Dança do ventre de Klara e Edda (que, junto com o resto da instalação, faz parte da Coleção de Fotografia Sir Elton John) mostra duas meninas nuas e já haviam sido exibidas em todo o mundo sem objeções. A instalação, que tinha uma exposição programada para quatro meses, foi inaugurada com as restantes fotografias, mas encerrou ao fim de apenas nove dias a pedido do proprietário.

## Turner
Em 2011, o Baltic foi o local para a Turner Prize, esta foi a primeira vez que o evento foi realizado fora de Londres ou Liverpool Tate em seus 25 anos. A exibição do Turner Prize no BALTIC atraiu mais de 149.000 visitantes, mais do que em qualquer exibição anterior do Turner Prize.

## A construção

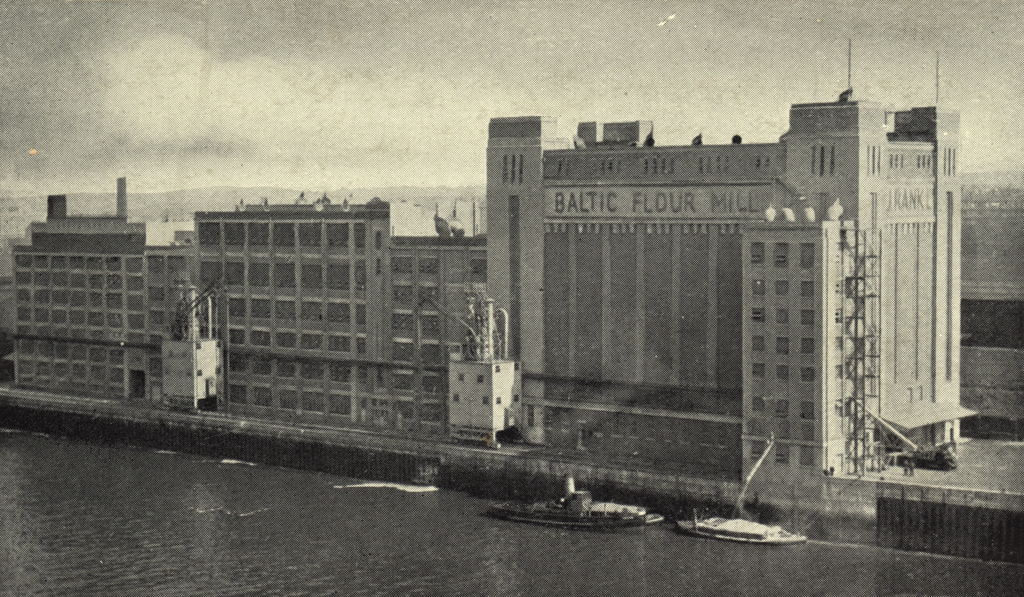
A fábrica em 1950

O Moinho de Farinha do Báltico foi construído por Rank Hovis com um projeto do final da década de 1930 pelos arquitetos Gelder e Kitchen e concluído em 1950. Foi ampliado em 1957 com a adição de uma fábrica de rações para animais. A fábrica foi fechada em 1981. Era uma das várias fábricas localizadas ao longo das margens do Tyne, todas as quais, devido ao seu tamanho, eram marcos locais proeminentes. O moinho Spillers logo a jusante do Báltico, na margem norte do rio, foi demolido em 2011. Outra grande usina pertencia à CWS e estava localizada logo acima de Dunston Staiths. O local desta fábrica e a fábrica de sabão CWS adjacente agora estão ocupados por um empreendimento residencial.  
Dominic Williams, da Ellis Williams Architects, ganhou um concurso de projeto arquitetônico, administrado pela RIBA Competitions, em meados da década de 1990 para converter o Moinho de Farinha Báltico dos anos 1950 em um centro de arte. Após dez anos no planejamento e um investimento de capital de £ 50 milhões, incluindo £ 33,4 milhões do Arts Council Lottery Fund, Baltic abriu ao público à meia-noite de sábado, 13 de julho de 2002. A exposição inaugural, B.OPEN, teve trabalhos de Chris Burden, Carsten Holler, Julian Opie, Jaume Plensa e Jane e Louise Wilson e atraiu mais de 35.000 visitantes na primeira semana. Uma das primeiras exposições do artista japonês Yoshitomo Nara, uma garota japonesa, pode ser vista na janela da elevação leste.